# Typhlodromus serratosus
Typhlodromus serratosus är en spindeldjursart som beskrevs av El-Halawany och Abdel-Samad 1990. Typhlodromus serratosus ingår i släktet Typhlodromus och familjen Phytoseiidae. Inga underarter finns listade i Catalogue of Life.